# ماريوس جرسبيك
ماريوس جرسبيك (بالألمانية: Marius Gersbeck)‏ (20 يونيو 1995 ببرلين في ألمانيا - ) هو لاعب كرة قدم ألماني في مركز حراسة المرمى. شارك مع منتخب ألمانيا تحت 19 سنة لكرة القدم. أما مع النوادي، فقد لعب مع كيمنتزر ونادي هرتا برلين وHertha BSC II ‏.

## روابط خارجية
- ماريوس جرسبيك على موقع قاعدة بيانات كرة القدم.إي يو (الإنجليزية)
- ماريوس جرسبيك على موقع بيانات كرة القدم. دي إي (الألمانية)
- ماريوس جرسبيك على موقع Soccerway.com (الإنجليزية)
- ماريوس جرسبيك على موقع عالم كرة القدم.نت (الإنجليزية)
- ماريوس جرسبيك على موقع AS.com (الإسبانية)